# Der Pate
Der Pate (englischer Originaltitel The Godfather; italienisch Il Padrino) von Mario Puzo aus dem Jahr 1969 ist mit über 21 Millionen verkauften Exemplaren einer der erfolgreichsten Romane der Trivialliteratur. Er beschreibt die Geschichte der fiktiven, aus dem sizilianischen Dorf Corleone stammenden New Yorker Mafiafamilie Corleone und wurde in drei Spielfilmen und diversen Fortsetzungen ergänzt. Die Popularität von Autor und Roman wurden durch die gleichnamige Verfilmung des Gangsterromans, für die Puzo das später mit dem Oscar prämierte Drehbuch schrieb, von 1972 durch Regisseur Francis Ford Coppola erheblich gesteigert.

## Handlung
Die Schilderung beginnt in den Vereinigten Staaten zu Beginn des 20. Jahrhunderts: Der sizilianische Junge Vito Andolini, dessen Eltern von der dortigen Mafia ermordet worden sind, kommt nach New York und steigt dort unter dem Namen seines Heimatdorfes Corleone zum mächtigsten Mafia-Paten auf. Als er es ablehnt, sich am aufstrebenden Drogenhandel zu beteiligen, wird er auf offener Straße niedergeschossen, worauf zwischen rivalisierenden Mafiafamilien ein blutiger Krieg ausbricht. Für den handlungsunfähigen Paten übernimmt der älteste Sohn Sonny die Verantwortung für das Familiengeschäft. Als dieser in eine Falle gelockt und an einer Mautstation erschossen wird, erhebt sich der genesene Vito Corleone vom Krankenbett, um einen strategischen Frieden zu schließen, der seinem jüngsten Sohn Michael die Rückkehr aus Sizilien ermöglichen soll. Michael hat sich in Sizilien versteckt, nachdem er den, für den Anschlag auf seinen Vater verantwortlichen, Drogenhändler mitsamt dessen Bodyguard (einem korrupten hohen Polizeibeamten) ermordet hatte. Michael übernimmt schließlich das Familiengeschäft, schlägt die Feinde zurück und baut die Macht des Familienclans noch weiter aus.

## Aufbau
Der erste Teil beginnt mit dem Tag der Hochzeit der Tochter des „Paten“ und endet mit der Ermordung Sollozzos. Der zweite schildert einen Teil des Lebens von Johnny Fontane. Der dritte Teil schildert Vito Corleones Vorgeschichte in Sizilien und New York. Im vierten und fünften Teil geht es hauptsächlich um die Ermordung von Santino „Sonny“ Corleone. Der sechste Teil schildert Michaels Leben in Sizilien und den Mordanschlag auf ihn; der siebente seine Rückkehr in die Vereinigten Staaten und den Tod Don Vito Corleones. Im achten Teil spielt der Leibwächter Albert „Al“ Neri eine wesentliche Rolle. Im neunten und letzten Teil geht es um die Beziehung zwischen Michael „Mikey“ Corleone und seiner Ehefrau Kay.

## Fortsetzungen
Es gibt diverse Fortsetzungen des Stoffes, die zum großen Teil auf vom Originalautor Mario Puzo hinterlassenem Material beruhen und die Handlung aus dem Roman Der Pate ergänzen. Darüber hinaus schrieb der Verlag Random House nach dem Verkauf von 20 Millionen Exemplaren des Originalromans einen Wettbewerb über die Fortsetzung der Geschichte aus. Der Verlagslektor Jonathan Karp prüfte nach eigenen Angaben über hundert Einsendungen. Am 7. Februar 2003 wurde Mark Winegardner, Literaturprofessor an der Florida State University, als Gewinner verkündet und ihm wurde von Puzos Erben gestattet, die Saga fortzuführen, was dieser in zwei eigenen Romanen 2004 und 2006 tat.
- Im Roman Der Sizilianer von Puzo, erschienen 1984, tritt das spätere Familienoberhaupt Michael Corleone als Randfigur auf, da er sich, korrespondierend mit dem Originalroman, gerade auf Sizilien versteckt, um später in die USA zurückzukehren.
- Der Roman Der Pate kehrt zurück von Winegardner von 2004 beschreibt die Zeit der späten 1940er und frühen 1950er Jahre, in denen Michael Corleone die Führung der Familie übernommen hat.
- Der zweite Roman Winegardners, Die Rache des Paten von 2006, spielt in den 1970er Jahren und 1980er Jahren, und beschreibt die Versuche Michael Corleones, die Geschäfte der Familie in die Legalität zu überführen. Die Handlung spielt vor den letzten Kapiteln des Originalromanes.
- 2012 erschien Die Corleones, ein von Ed Falco vollendeter Roman, der auf einem unveröffentlichten Drehbuch Mario Puzos basiert und die Geschichte der Familie in den 1930er und 1940er Jahren erzählt.

## Adaptionen
- Francis Ford Coppola (Regie) und Mario Puzo (Drehbuch) verfilmten 1972 den Roman. Siehe: Der Pate
- 1974 wurde ein zweiter Teil produziert, in dem die Handlung des ersten Teils – mit einigen auf diesen Bezug nehmenden Rückblenden – fortgeführt wurde. Siehe: Der Pate – Teil II
- 1977 wurde unter dem Titel Der Pate: Die Saga basierend auf den ersten beiden verfilmten Teilen sowie mit bislang unverwendetem Material von Coppola eine vierteilige Fernsehfassung montiert.
- 1990 wurde der dritte Teil produziert. Siehe: Der Pate III

Am 23. März 2006 erschien von Electronic Arts das Videospiel Der Pate für den PC, die PlayStation 2, PSP, Xbox und die Xbox 360 und am 27. März 2007 auch für die Wii und die PlayStation 3. Der Spieleinhalt basiert auf den Verfilmungen von Francis Ford Coppola und knüpft an den 1. Teil der Reihe an und löst zum Ende hin einige Geheimnisse, welche in den Filmen offenblieben. Am 10. April 2009 kam Der Pate 2 für die PlayStation 3, den PC und die Xbox 360 heraus.

## Ausgaben
- Mario Puzo: Der Pate. Aus dem Amerikanischen übertragen von Gisela Stege, Molden Verlag, Wien; München; Zürich, 1969, 2. Auflage – 21.–40. Tsd.; DNB: https://d-nb.info/457864591
- Mario Puzo: Der Pate. Rowohlt, November 2001 (und früher), ISBN 3-499-23110-7
- Mario Puzo: Der Pate. Bild Bestseller Bibliothek Band 1, ISBN 3-89897-094-9
- Mario Puzo: The Godfather (Hörbuch gelesen von Joe Mantegna), Audible Studios 2014
- Mario Puzo: Der Pate (Hörbuch gelesen von Christian Brückner), Random House Audio 2017, ISBN 978-3-8371-3925-9